# Nosaby
Nosaby er en by i Kristianstads kommun, Sverige. Byen er kendt for togulykken ved Nosaby kirke den 10. september 2004.